# Number 1 (Big Bang-album)
A Number 1 a dél-koreai Big Bang együttes első japán nyelvű albuma, melyet a YG Entertainment és a Universal Music Japan jelentetett meg 2008. október 9-én. A dalok egy részét az együttes tagjai szerezték, leginkább G-Dragon működött közre. A lemezen megtalálhatók két korábbi japán és egy korábbi koreai középlemezükön kiadott dalok is. A dalok nagy része angol nyelvű.

## Számlista
| 1.    | Intro                     |                                                   |                                                   |                                                          | 1:12 |
| 2.    | Number 1 (angol)          | Jimmy Thornfeldt, Martin Hanzen, Mohombi Moupondo | Jimmy Thornfeldt, Martin Hanzen, Mohombi Moupondo | Jimmy Thornfeldt, Martin Hanzen, Mohombi Moupondo        | 3:20 |
| 3.    | Make Love (angol)         | Kush, Daniel Im, Steve-I                          | Kush, Daniel Im, Steve-I                          | Kush                                                     | 3:37 |
| 4.    | Come Be My Lady (angol)   | Jimmy Thornfeldt, Martin Hanzen, Mohombi Moupondo | Jimmy Thornfeldt, Martin Hanzen, Mohombi Moupondo | Jimmy Thornfeldt, Martin Hanzen, Mohombi Moupondo, Perry | 2:55 |
| 5.    | Haru Haru                 | G-Dragon                                          | G-Dragon, Daishi Dance                            | Daishi Dance                                             | 4:16 |
| 6.    | With U (angol)            | G-Dragon, Perry                                   | G-Dragon, Teddy, Perry                            | Perry, Teddy, G-Dragon                                   | 3:01 |
| 7.    | How Gee (angol)           | Big Bang, Perry                                   | Big Bang, Perry                                   | Brave Brothers                                           | 3:15 |
| 8.    | Baby Baby (angol)         | Perry, Emi K.Lynn                                 | G-Dragon, Brave Brothers                          | Brave Brothers                                           | 3:54 |
| 9.    | So Beautiful (angol)      | Big Bang, Perry                                   | Perry, Brave Brothers                             | Brave Brothers                                           | 3:38 |
| 10.   | Remember (angol)          | Jang Hjonszok (Yang Hyeon-seok), G-Dragon, T.O.P. | Teddy, Walt Anderson                              | Teddy                                                    | 3:22 |
| 11.   | My Heaven                 | G-Dragon, Fudzsibajasi Sóko, Komu                 | G-Dragon, Daishi Dance                            | G-Dragon, Daishi Dance                                   | 3:53 |
| 12.   | Everything (angol)        | Perry                                             | Perry                                             | Perry                                                    | 3:55 |
| 13.   | Always (angol)            | Big Bang, Perry, Rina Moon                        | Teddy, Perry                                      | Teddy                                                    | 3:55 |
| 14.   | Candle (Together Forever) | Perry, Big Bang, Komu                             | Cson Szungu (Jeon Seung-u)                        | Cson Szungu (Jeon Seung-u)                               | 4:02 |
| 48:15 |                           |                                                   |                                                   |                                                          |      |